# Giuseppe Lombardini
Giuseppe Lombardo, anomenat Lombardini (Palerm, 1820 - Nàpols, 1892) fou un compositor i professor de cant italià.
Als setze anys obrí a Nàpols una escola de cant que fou la més important d'aquella capital.
Se li deu: Guida all'arte del canto (Nàpols, 1851), i Studio di perfetta intonazione (Nàpols, 1873). A més va compondre les òperes La Sartina e l'Usuraio (1853), La Spaccalenga (1860), L'Albergo dell'Allegria (1864), i Lida.